# Biografielijst Zi

## Zia
- Helen Zia (1952), Amerikaans journalist en wetenschapper
- Khaleda Zia (1945), premier van Bangladesh (1991-1996, 2001-2006)
- January Ziambo (1980), Zambiaans voetballer
- Karim Ziani (1982), Frans voetballer
- Pietro Andrea Ziani (1616-1684), Italiaans organist en pianist
- Sebastian Ziani, Doge van Venetië (1172-1178)
- Sebastian Ziani Innocenzo Adhemar Ziani de Ferranti (1864-1930), Brits elektrotechnicus en uitvinder
- Rachid Ziar (1973), Algerijns atleet
- Lander Euba Ziarrusta (1977), Spaans wielrenner
- Mohammed Zia-ul-Haq (1924-1988), Pakistaans generaal, dictator en president

## Zib
- Christoffer Bogislaus Zibet (1740-1809), Zweeds ambtsman en schrijver

## Zic

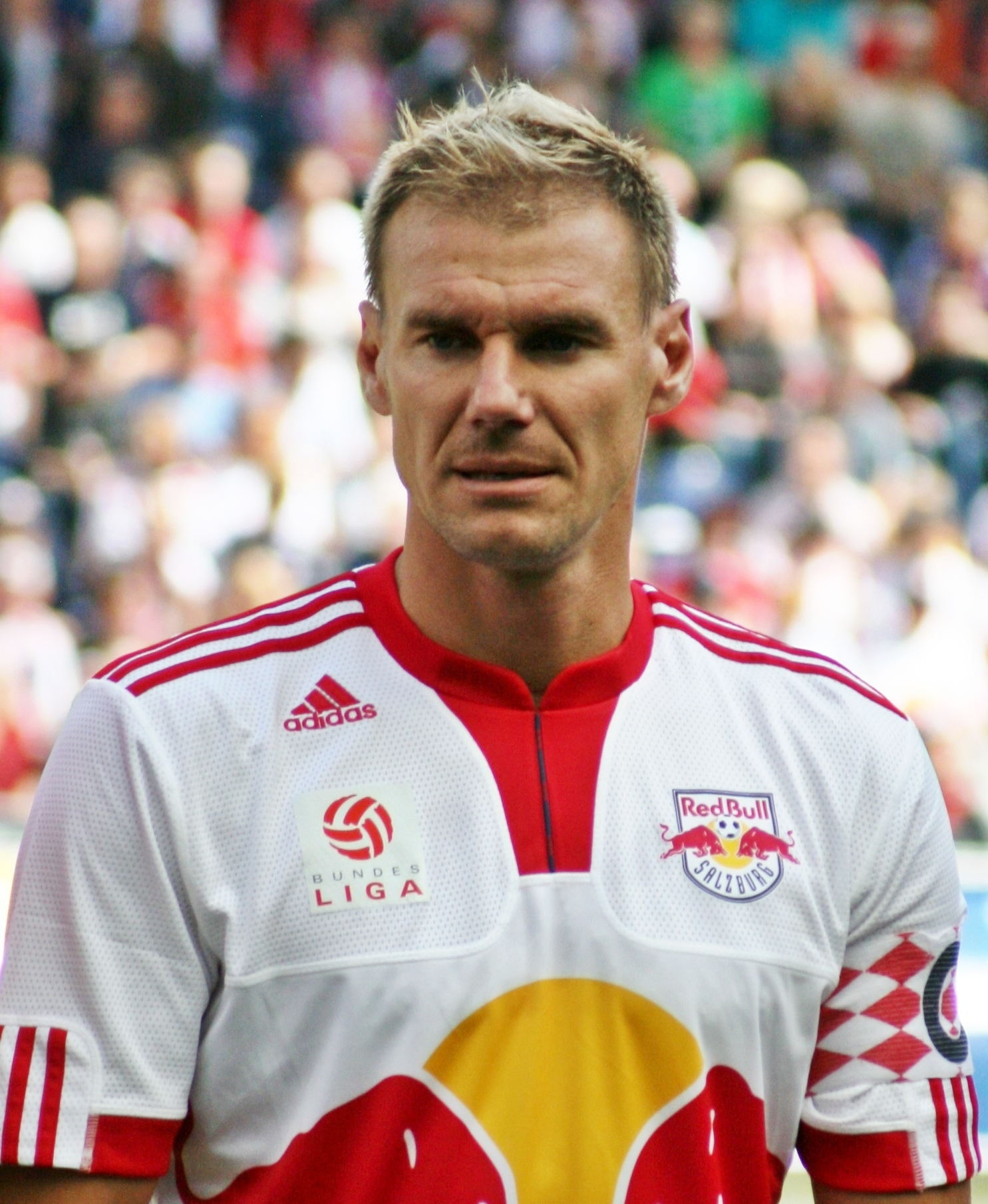
Alexander Zickler

- Aloysius Ferdinandus Zichem (1933-2016), Surinaams geestelijke en bisschop
- Li Zicheng (1606-ca. 1644), Chinees rebellenleider
- Alexander Zickler (1974), Duits voetballer
- Zico, pseudoniem van Arthur Antunes Coimbra, (1953), Braziliaans voetballer
- Ianis Zicu (1983), Roemeens voetballer

## Zid
- Mohamed Zidan (1981), Egyptisch voetballer
- Djamel Zidane (1955), Algerijns voetballer
- Mohamed Amine Zidane (1983), Algerijns voetballer
- Zinédine Yazid Zidane (1972), Frans voetballer
- Zidanta I (16e eeuw v.Chr.), Koning van het Hettitische Oude Koninkrijk (ca.1550 v.Chr.)
- Anna Carin Olofsson-Zidek, geboren als Anna Carin Olofsson, (1973), Zweeds biatlete
- Claude Zidi (1934), Frans filmregisseur en scenarist

## Zie
- Howard Zieff (1927-2009), Amerikaans filmregisseur en reclamefotograaf
- Christian Ziege (1972), Duits voetballer
- Gerard Ziegeler (19e eeuw), Nederlands voetballer
- Cecily von Ziegesar (1970), Amerikaans schrijfster
- Christiane Mariane von Ziegler, geboren als Christiane Mariane Romanus, (1695-1760), Duits tekstdichteres
- Géza Ziegler (1863-1992), Hongaars schrijver
- Gottlieb Ziegler (1828-1898), Zwitsers politicus
- Karl Waldemar Ziegler (1898-1973), Duits scheikundige
- Kate Marie Ziegler (1988), Amerikaans zwemster
- Matilda Ziegler (1964), Engels actrice
- Paul Karl Eduard Ziegler (1800-1882), Zwitsers politicus
- Peter Alfred Ziegler (1928), Zwitsers geoloog
- Reto Ziegler (1986), Zwitsers voetballer
- Sten Ziegler (1950), Deens voetballer
- Thomas Ziegler (1980), Duits wielrenner
- Franz Ziehl (1857-1926), Duits bacterioloog
- Carl Michael Ziehrer (1843-1922), Oostenrijks componist en dirigent
- Gary Ziek (1960), Amerikaans componist, muziekpedagoog, trompettist en dirigent
- Aldert van der Ziel (1910-1991) Nederlands natuurkundige
- Frans Zielens (1877-1955), Belgisch componist, dirigent, zanger en diamantslijper
- Lode Zielens (1901-1944), Belgisch havenarbeider, journalist en bediende
- Mikołaj Zieleński (ca. 1550-1615), Pools componist
- Willem Lambert (Wim) Zielhuis (1943), Nederlands politicus
- Erich Zielinski (1942), Nederlands-Antilliaans advocaat, schrijver en dichter
- Piotr Zieliński (1984), Pools wielrenner
- Piotr Zieliński (1994), Pools voetballer
- Suzanne Ziellenbach (1960), Duits actrice
- Carla Zielman (1984), Nederlands schaatsster en skeeler-rijdster
- Ziemomysł van Inowrocław (ca. 1245-1287), Hertog van Inowroclaw en kruisvaarder
- Ziemovit van Bytom (1292-ca. 1342), Hertog van Bytom (1312/1316) en hertog van Gliwice
- Ziemovit van Dobrzyń (1265-1312), Hertog van Dobrzyn
- Ziemovit I van Mazovië (1215-1262), Hertog van Mazovië (1248-1262)
- Ziemovit III van Mazovië (1314-1381), Hertog van Mazovië (1345-1381)
- Ziemovit IV van Mazovië (ca. 1352-1425), Hertog van Mazovië (1374-1425)
- Chip Zien (1947), Amerikaans acteur
- Berthold Ziengs (1968), Nederlands acteur, ondernemer en politicus
- Erik Ziengs (1960), Nederlands ondernemer en politicus
- Franz Ziereis (1905-1945), Duits kampcommandant
- Ian Andrew Ziering (1964), Amerikaans acteur
- Joris-Frederik Ziesel (1755-1809), Zuid-Nederlands kunstschilder
- Anthonie Ziesenis (1731-1801), Nederlands beeldhouwer
- Bartholomeus W.H. Ziesenis (1762-1820), Nederlands architect
- Johann Georg Ziesenis (de jongere) (1716-1776), Duits portretschilder
- Johanna Ziesenis-Wattier (1762-1827), Nederlands toneelspeelster

## Zif
- Marilyn J. Ziffrin (1926), Amerikaans componiste, muziekpedagoog en pianiste
- Dov Zifroni (1976), Israëlisch schaker

## Zig
- Tecla San Andres-Ziga (1906-1992), Filipijns jurist en politicus
- Venancio Ziga (1904-?), Filipijns politicus
- Victor Ziga (1945), Filipijns politicus
- José Angel Ziganda Lakuntza (1966), Spaans voetballer en voetbaltrainer
- Ziggy Marley, pseudoniem van David Nesta Marley, (1968), Jamaicaans reggae-zanger
- Nikola Žigić (1980), Servisch voetballer
- Giulio Zignoli (1946-2010), Italiaans voetballer
- Gianmarco Zigoni (1991), Italiaans voetballer

## Zij

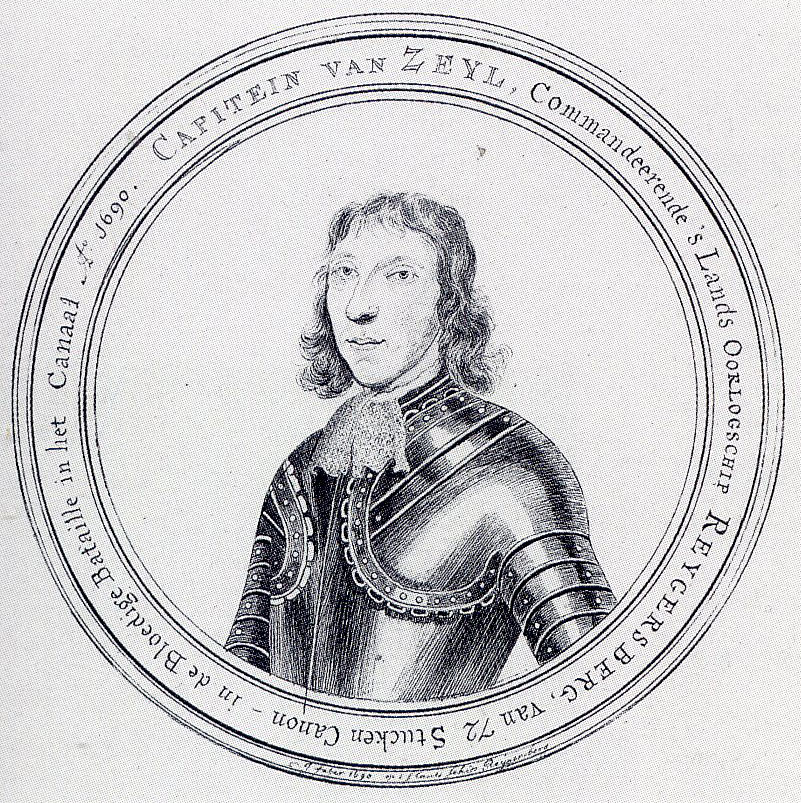
Abraham Ferdinand van Zijll (Johan Faber ca. 1690)

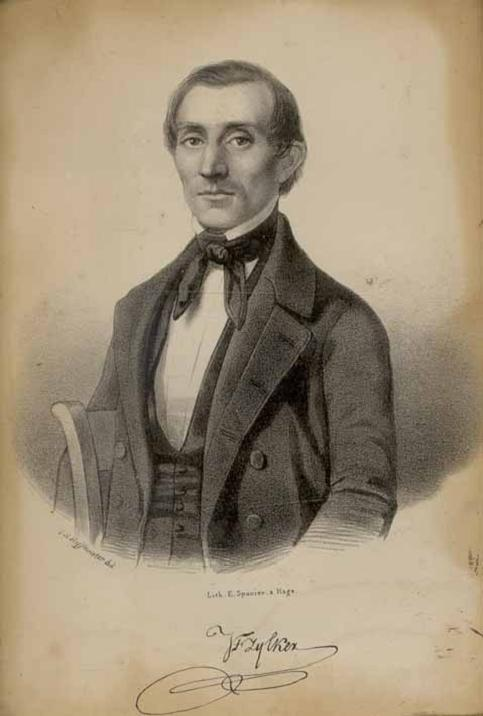
Jan Freerks Zijlker

- Tariq ibn Zijad (7e eeuw), Moors legerleider
- Bror van der Zijde (1989), Nederlands atleet en bobsleeër
- Mark Richard van der Zijden (1973), Nederlands zwemmer
- Anton Cornelis Zijderveld (1937-2022), Nederlands socioloog en hoogleraar
- Peter Zijerveld (1955), Nederlands triatleet en wielrenner
- Barend Willem Zijfers (1895-1975), Nederlands collaborateur, propagandist en boekhandelaar
- Annajetske (Annejet) van der Zijl (1962), Nederlands schrijfster en historica
- Hans van Zijl (ca. 1941-1998), Nederlands nieuwslezer
- Jerome Van Der Zijl (1988), Belgisch voetballer
- Joannes Petrus Cornelis Maria (Jan) van Zijl (1952), Nederlands politicus
- Joop van Zijl (1935), Nederlands journalist en presentator
- Jurjen van Zijl (1984), Nederlands honkballer
- Lambertus Zijl (1866-1947), Nederlands beeldhouwer en medailleur
- Leontine Martha Henrica Petronella (Leontien) Zijlaard-van Moorsel (1970), Nederlands wielrenster
- Sergio Zijler (1987), Nederlands voetballer
- Aeilko Jans Zijlker (1840-1890), Nederlands ondernemer
- Derk Zijlker (1896-1942), Nederlands voetballer
- Derk de Ruiter Zijlker (1835-1892), Nederlands jurist en politicus
- Jan Freerks Zijlker (1805-1858), Nederlands politicus
- Abraham Ferdinand van Zijll (1642-1697), Nederlands marineofficier
- Geuchien Zijlma (1842-1922), Nederlands politicus
- Andreas C.J.M. Zijlmans (1873-1900), Nederlands missionaris
- Govert Cornelis Zijlmans (1950), Nederlands historicus en Surinamist
- Hubertus Nicolaas Antonius Jacobus (Huib) Zijlmans (1947), Nederlands politicus
- Wijnand Clemens Maria (Wijnand) Zijlmans (1953), Nederlands beeldhouwer
- Anthony Adama Zijlstra (1902-1982), Nederlands zakenman
- Auke Zijlstra (1964), Nederlands politicus
- Carla Johanna Zijlstra (1969), Nederlands schaatsster
- Francesca Zijlstra (1950), Nederlands beeldhouwster
- Halbe Zijlstra (1969), Nederlands politicus en ondernemer
- Jan Zijlstra (1938-2021), Nederlands voorganger, evangelist en gebedsgenezer
- Jelle Zijlstra (1918-2001), Nederlands econoom, politicus (o.a. premier) en bankier
- Jeroen Zijlstra (1958), Nederlands zanger, tekstschrijver, componist en trompettist
- Karel Zijlstra (1958), Nederlands beeldhouwer en fotograaf
- Kees Zijlstra (1931-2013), Nederlands politicus
- Marten (Martin) Zijlstra (1944–2014), Nederlands politicus
- Onno Klaas Zijlstra (1949), Nederlands filosoof
- Oscar Zijlstra (1952), Nederlands voetballer
- Rinse Zijlstra (1927-2017), Nederlands politicus
- Robin Zijlstra (1980), Nederlands acteur en zanger
- Ruud Zijlstra, Nederlands honkballer
- Sipke Zijlstra (1985), Nederlands wielrenner
- Tigo Zijlstra (2001-2021), Nederlands youtuber
- Willem Zijlstra (1965), Nederlands televisieproducent
- Wout Zijlstra (1964), Nederlands krachtsporter
- Henk Zijm (1952), Nederlands wiskundige en wetenschapper
- Sieme Zijm (1978), Nederlands voetballer
- Coenraad van der Voort van Zijp (1871-1935), Nederlands politicus
- Derk Willem Gerard Johan Hendrik Brantsen van de Zijp (1801-1851), Nederlands gemeentelijk en provinciaal politicus
- Ed Zijp, Nederlands ondernemer en sportbestuurder
- Jan Zijp Kzn. (1846-1897), Nederlands politicus
- Willem Gerard Brantsen van de Zijp (1831-1899), Nederlands politicus
- Jan Godfried Adriaan van Zijst (1903-1944), Nederlands journalist en politicus
- Cees van Zijtveld (1943-2024), Nederlands diskjockey

## Zik
- Damouré Zika (ca. 1923-2009), Nigerees medicijnman, radiomaker en filmacteur
- Teisutis (Joe) Zikaras (1922-1991), Australisch beeldhouwer
- Hans Zikeli (1910-1999), Roemeens handballer van Duitse komaf
- Aya Zikken (1919), Nederlands schrijfster
- Nomcebo Zikode (1985), Zuid-Afrikaans singer-songwriter
- Friedrich Zikoff (1824-1877), Pruisisch componist en dirigent
- Andreas Vassilis (Akis) Zikos (1974), Grieks voetballer

## Zil
- Péter Zilahy (1970), Hongaars fotograaf, journalist en schrijver
- Yaacov Zilberman (1954), Israëlisch schaker
- Roberts Zīle (1958), Lets politicus en lid van het Europees Parlement
- Italo Zilioli (1941), Italiaans wielrenner
- Diana Žiliūtė (1976), Litouws wielrenster
- Otta Helene (Helen) Maree-Zille (1951), Zuid-Afrikaans burgemeester, journalist en premier van de West-Kaap
- Rudolf Heinrich Zille (1858-1929), Duits karikaturist, illustrator en fotograaf
- Charles-Alexandre Annez de Zillebeecke (1791-1850), Belgisch congreslid
- Charles Annez de Zillebeke (1791-1850), Belgisch congreslid
- Ernst Moritz Theodor Ziller (1837-1923), Duits-Grieks architect en bouwkundige
- Cornelis Zillesen (ca. 1735-ca. 1828), Nederlands belastingambtenaar, schrijver, landmeter en uitvinder
- Nina Zilli, pseudoniem van Maria Chiara Fraschetta, (1983), Italiaans zangeres
- Winfried Petrus Ignatius Zillig (1905-1963), Duits componist en dirigent
- Aleksandr Iljitsj Ziloti (1863-1945), Russisch pianist, dirigent en componist
- Zilpa, Vrouw van Jakob
- Huub Zilverberg (1939), Nederlands wielrenner
- Mieke Zilverberg (1948), Nederlands archeologe en kunsthandelares

## Zim

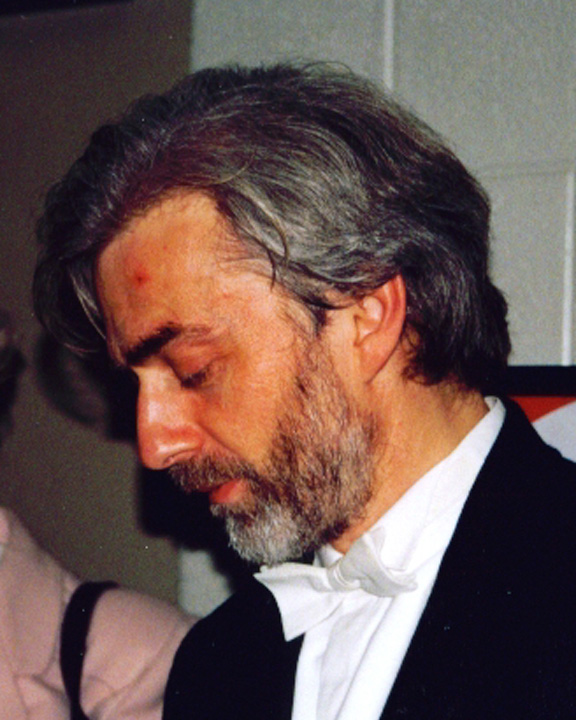
Krystian Zimerman (2004)

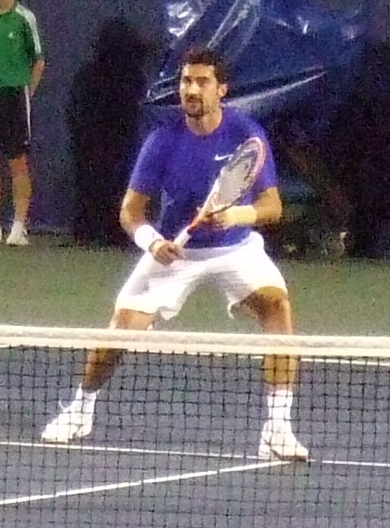
Nenad Zimonjić

- Madeline Zima (1985), Amerikaans actrice
- Vanessa Jane Zima (1986), Amerikaans actrice
- Yvonne Marie Zima (1989), Amerikaans actrice
- Jacques Zimako, geboren als Jacques Atre, (1951-2021), Frans voetballer
- Philip Zimbardo (1933-2024), Amerikaans sociaal psycholoog en onderzoeker
- Krystian Zimerman (1956), Pools pianist
- Maxim Zimin (1994), Russisch autocoureur
- Niki Dige Zimling (1985), Deens voetballer
- Carl Wilhelm Erich Zimmer (1873-1950), Duits zoöloog
- Constance Zimmer (1970), Amerikaans actrice
- Hans Zimmer (1957), Duits componist en producent
- Kim Zimmer (1955), Amerikaans actrice
- Louis Zimmer (1888-1970), Vlaams uurwerkmaker en amateur-astronoom
- Lydia Zimmer-Pit (1969), Nederlands liedschrijver en zanger
- Marcel Zimmer (1967), Nederlands liedschrijver en zanger
- Marion Eleanor Zimmer Bradley (1930-1999), Amerikaans schrijfster van grotendeels feministische fantasyromans en voorvechtster van gelijkheid in het schrijversvak
- Sabine Zimmer (1981), Duits snelwandelaarster
- Tayliah Zimmer (1985), Australisch zwemster
- Alfred Rudolph Zimmerman (1869-1939), Nederlands ambtenaar en politicus
- Angelo Zimmerman (1984), Nederlands-Antilliaans voetballer
- Arthur Augustus Zimmerman (1869-1936), Amerikaans wielrenner
- August Eduard Zimmerman (1861-1926), Nederlands burgemeester
- Barbara L. Epstein-Zimmerman (1928-2006), Joods-Amerikaans journaliste, geschiedkundige en sociologe
- Bert Zimmerman (1977), Nederlands Antilliaans voetballer
- Charles A. Zimmerman (ca. 1862-1916), Amerikaans componist, dirigent, violist en hoboïst
- Denise Zimmerman (1943-2004), Vlaams actrice
- Errol Zimmerman (1986), Nederlands kickbokser
- John Zimmerman (1973), Amerikaans kunstschaatser
- Louis Zimmerman (1873-1954), Nederlands violist en concertmeester
- Louis Zimmerman (1913-1998), Nederlands econoom en politicus
- Michel Zimmerman (1960), Belgisch atleet
- Robert Allen Zimmerman, bekend als Bob Dylan, (1941), Amerikaans musicus
- Arthur Zimmermann (1864-1940), Duits staatssecretaris
- Bernd Alois Zimmermann (1918-1970), Duits componist en muziekpedagoog
- Eberhard August Wilhelm von Zimmermann (1743-1815), Duits geograaf, zoöloog en filosoof
- Egon Zimmermann (1939), Oostenrijks alpineskiër
- Frank Peter Zimmermann (1965), Duits violist
- Gerd Zimmermann (1949-2022), Duits voetballer
- Jan Zimmermann (1985), Duits voetbaldoelman
- Johann Baptist Zimmermann (1680-1758), Duits kunstenaar
- Philip Zimmermann (1954), Amerikaans informaticus en cryptograaf
- Tabea Zimmermann (1966), Duits altvioliste
- Urs Zimmermann (1959), Zwitsers wielrenner
- Warren Zimmermann (1934-2004), Amerikaans diplomaat
- Johannes Gerardus (Hans) Zimniak (1929-2006), Nederlands bokser
- Nenad Zimonjić (1976), Servisch tennisser
- Zygmunt Zimowski (1947), Pools geestelijke en aartsbisschop

## Zin

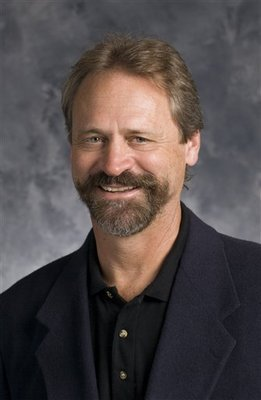
George Martin Zinkhan, III

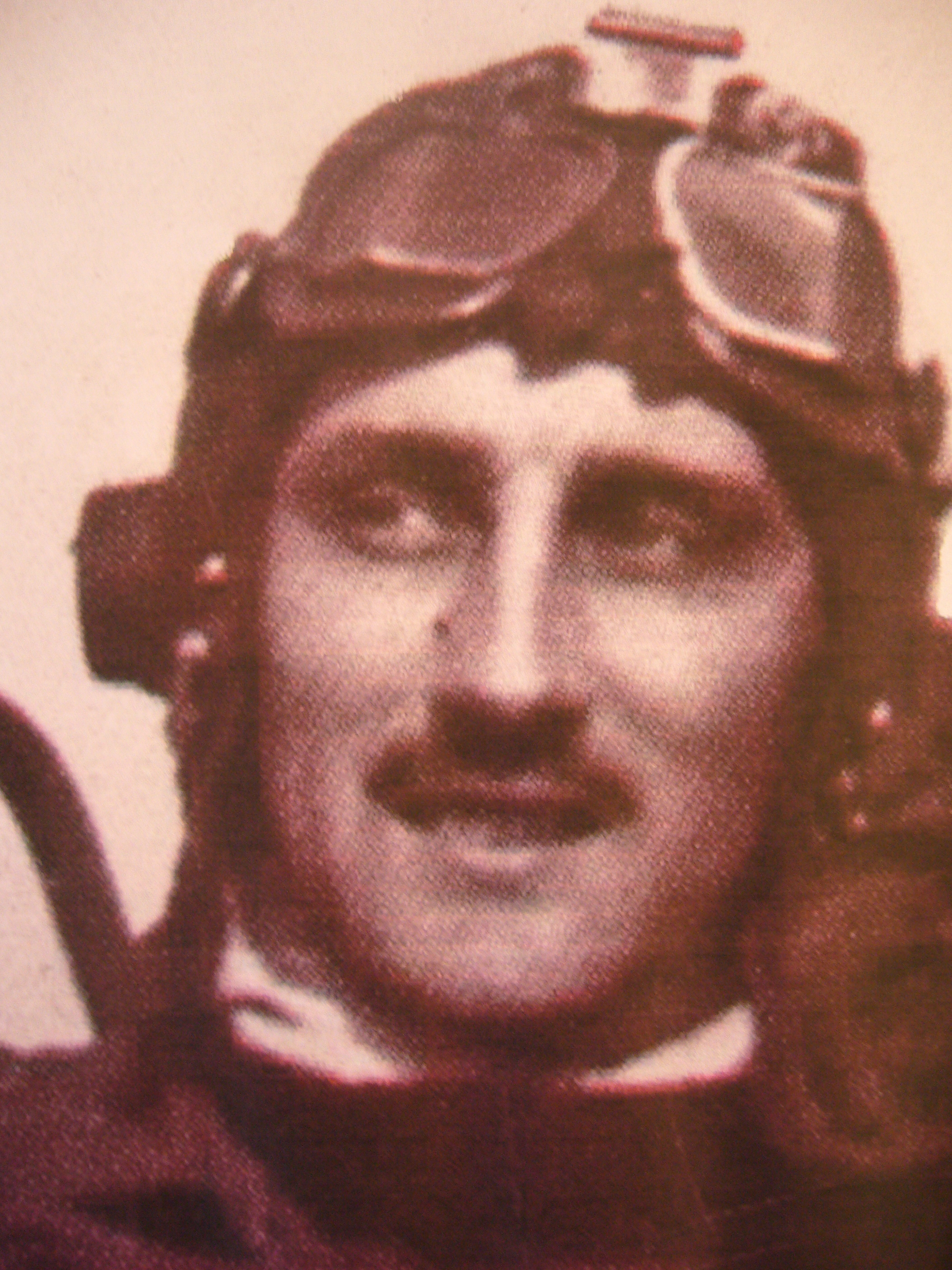
Robbert van Zinnicq Bergmann

- Oleksandr Zintsjenko (1957-2010), Oekraïens politicus
- Zanam Zindé, 16e tsenpo, koning van Tibet
- Jan Zindel (1928-2014), Nederlands radioverslaggever
- Nicola Antonio Zingarelli (1752-1837), Italiaans componist, muziekpedagoog, organist en dirigent
- Earl Zinger, pseudoniem van Rob Gallagher, Brits solo-muzikant
- Josef Zingerle (1831-1891), Italiaans Rooms-katholiek theoloog en oriëntalist
- Romain Zingle (1987), Belgisch wielrenner
- Gerhard Zinke (1920), Duits componist, muziekpedagoog en dirigent
- Olaf Zinke (1966), Duits langebaanschaatser
- Fons Zinken (1942), Nederlands politicus
- Rolf M. Zinkernagel (1940), Zwitsers immunoloog, professor en Nobelprijswinnaar
- George Martin Zinkhan, III (1952-2009), Amerikaans wetenschapper en hoogleraar
- Guy Zinn (1887-1949), Amerikaans honkballer
- Howard Zinn (1922-2010), Amerikaans historicus
- Wim van Zinnen (1956), Nederlands voetballer en trainer
- Fred Zinner (1903-1994), Belgisch atleet
- Peter Zinner (1919-2007), Oostenrijks-Amerikaans filmeditor
- Emilius Henricus Josephus Maria van Zinnicq Bergmann (1847-1908), Nederlands politicus
- René George Joseph Marie van Zinnicq Bergmann (1963), Nederlands acteur
- Robbert van Zinnicq Bergmann (1917-2004), Nederlands Engelandvaarder, oorlogsvlieger en hoveling
- Franciscus Johannes Emilius van Zinnicq Bergmann (1807-1879), Nederlands jurist
- Gilbertus van Zinnik (1627-1660), Zuid-Nederlands norbertijn en architect
- Jevgenia Zinoerova (1982), Russisch atlete
- Aleksandr Aleksandrovitsj Zinovjev (1922-2006), Russisch filosoof en schrijver
- Grigori Jevsejevitsj Zinovjev (1883-1936), Russisch politicus
- August Heinrich Zinsmeister (1867-1941), Nederlands architect
- Preity Zinta (1975), Indiaas model en actrice
- Andrej Zintsjenko (1972), Russisch wielrenner
- Walter Zinzen (1937), Vlaams journalist
- Nikolai Ludwig Graf von Zinzendorf und von Pottendorf (1700-1760), Duits-Tsjechisch-Nederlands theoloog

## Zio

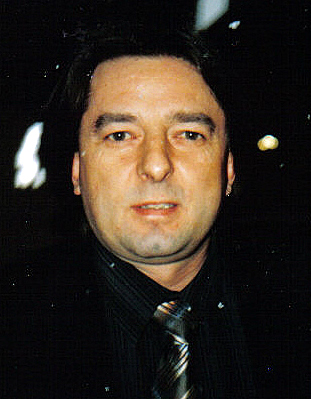
Jacek Ziober

- Sergio Di Zio (1972), Canadees acteur
- Jacek Ziober (1965), Pools voetballer
- Zygmunt Ziober (1956), Pools voetbalscheidsrechter
- Jan Ziobro (1991), Pools schansspringer
- Szymon Ziółkowski (1976), Pools kogelslingeraar
- Meir Har-Zion (1934), Israëlisch commando
- Sidney E. Zion (1933-2009), Amerikaans journalist en schrijver
- Matthew Zions (1978), Australisch golfer

## Zip
- Károly Zipernowsky (1853-1942), Hongaars elektrotechnicus en uitvinder
- George Zipf (1902-1950), Amerikaans linguïst en filoloog
- Jonathan Zipf (1986), Duits triatleet
- Domenico Zipoli (1688-1726), Italiaans componist
- Bettina Zipp (1972), Duits atlete
- Gernot Zippe (1917-2008), Oostenrijks natuurkundige en uitvinder
- Pomona Zipser (1958), Duits schilderes en beeldhouwster
- Emmelie Zipson (1977), Nederlands actrice, zangeres en theatermaker

## Zir
- Tom Zirbel (1978), Amerikaans wielrenner
- Abder Ziriouhi (1992), Kosovaars voetballer
- Ferdinand Zirkel (1838-1912), Duits geoloog en petrograaf
- Boris de Zirkoff (1902-1981), Amerikaans schrijver, redacteur en theosoof
- Jacqueline Yvonne Zirkzee (1960), Nederlands schrijfster
- Ziryâb (ca. 789-857), Koerdisch islamitisch poëet, muzikant, zanger, cosmeticus, modeontwerper, strateeg, botanicus, geograaf, celebrity en trendsetter

## Zis
- Dan Ziskie, Amerikaans acteur
- Laura Ziskin (1950), Amerikaans filmproducente
- Trudy Ziskin, bekend als Trudi Ames, Amerikaans actrice
- Jay Ziskrout (20e eeuw), Amerikaans drummer

## Zit
- Bruno Mbanangoyé Zita (1980), Gabonees voetballer
- Franz Zita, geboren als Frantisek Zita, (1880-1946), Tsjechisch componist en dirigent
- Zita van Lucca (1218-1272), Italiaans heilige
- Daniel Zitka (1975), Tsjechisch voetballer
- Zito (1932-2015), Braziliaans voetballer
- Michael Zittel (1951), Duits acteur

## Ziv
- Yoav Ziv (1981), Israëlisch voetballer
- Trifun Zivanovic (1975), Amerikaans-Servisch kunstschaatser
- Zoran (Toeta) Živković (1945), Servisch handballer

## Ziw
- Joseph Meng Ziwen (1903-2007), Chinees katholiek bisschop

## Ziy
- Zhang Ziyi (1979), Chinees filmactrice

## Ziz
- Zizinho, pseudoniem van Gerardo Fransisco Dos Santos, (1962), Braziliaans voetballer
- Zizinho, pseudoniem van Thomaz Soares da Silva, (1922-2002), Braziliaans voetballer